# دوروثي سيمبسون
دوروثي سيمبسون (بالإنجليزية: Dorothy Simpson)‏ هي كاتبة جريمة بريطانية، ولدت في 20 يونيو 1933 في Blaenavon ‏ في المملكة المتحدة.